# Гарнетт, Роберт
Роберт Селден Гарнетт (англ. Robert S. Garnett; 16 декабря 1819 — 13 июля 1861) — американский военный деятель. Майор Армии США позже бригадный генерал армии Конфедеративных Штатов Америки. Погиб в сражении при Коррик-Форд, став первым генералом, убитым в ходе Гражданской войны в США.

## Биография
Роберт Селден Гарнетт родился 16 декабря 1819 года в округе Эссекс, (штат Виргиния, США) на семейной плантации Роберта Гарнетта-старшего (1789—1840) и его жены Шарлотты де Гуже. Был единственным ребёнком в семье. 1 сентября 1837 года вместе с двоюродным братом Ричардом Гарнеттом поступил в Военную академию США, которую окончил в выпуске 1841 года 27-м по успеваемости из 52 выпускников года. Впоследствии 7 его одногруппников, включая Ричарда, погибли в боях гражданской войны. Роберт начал свою офицерскую карьеру во временном звании второго лейтенанта в 4-м артиллерийском полку армии США, куда был приписан 1 июля 1841 года.
Он проходил службу в Буффало после чего в форте Онтарио (штат Нью-Йорк), а затем служил в форте Монро (1842—1843). 31 января 1842 года получил постоянное звание второго лейтенанта.
В 1843 году Гарнетт был приглашён в Вест-Пойнт в качестве помощника преподавателя тактики и прослужил на этой должности с 5 июля 1843 по 17 октября 1844 года. Позже однако Гарнетт переквалифицировался в военные рекрутёры, а затем стал адъютантом бригадного генерала Джона Вула (с 1 января по 30 сентября 1845). В 1846—1848 годах Гарнетт под командованием тогда ещё генерала Закари Тейлора принимал участие в американо-мексиканской войне в должности адъютанта артиллерийского батальона. Участвовал в сражениях при Пало-Альто, Ресака-де-ла-Пальма и в битве при Монтеррее. С 29 июня 1846 года служил адъютантом при генерале Тейлоре (до 31 января 1849 года). 18 августа 1846 года получил звание первого лейтенанта. В сентябре участвовал в сражении при Буэна-Виста, и в те же дни получил временное звание капитана за Монтеррей. 23 февраля 1847 года получил временное звание майора за храбрость и отличие при Буэна-Виста.
После завершения войны в 1848 году, Гарнетт, будучи уже в звании первого лейтенанта, перевёлся в 7-й пехотный полк армии США (31 августа 1848 года). Принимал активное участие в Семинольских войнах. В 1849 году Роберт Гарнетт перевёлся на службу в Калифорнию. Позже Гарнетт вновь служил на американо-канадской и американо-мексиканской границах. В 1851—1852 годах служил в Техасе, в Корпус-Кристи и Ринггольтских казармах. 9 марта 1851 года получил звание капитана.
После присвоения капитанского чина, Гарнетт вернулся в Вест-Поинт, где служил комендантом и преподавал пехотную тактику (с 1 ноября 1852 по 31 июля 1854 года). Тем не менее, вскоре его перевели в один из фортов Виргинии. В 1855 году Роберт Гарнетт, служивший на тот момент уже в 7-м пехотном полку армии США, был вновь повышен в звании до майора. Вскоре после этого майор Гарнетт уехал на запад, на территорию современного штата Вашингтон, где в 1856 году принял участие в вооружённом конфликте с местными индейцами — племенами Валла-Валла и Якима, а уже в 1858 сражался в составе регулярной армии против индейцев в заливе Пьюджет.
В то же самое время Гарнетт руководил строительством форта Симса. В конце 1859 года жена и ребёнок Роберта Гарнетта умерли от болезни и он попросил отпуск, чтобы вернуться в Виргинию и принять участие в похоронах. Отпуск был майору Гарнетту предоставлен, однако после похорон он не стал возвращаться на службу, а уехал в путешествие по Европе, где и застал известие о сецессии 13 южных штатов и формировании КША.

## Гражданская война в США
После начала Гражданской войны в США и сецессии Виргинии, Роберт Гарнетт подал в отставку со своего поста в армии США, и в том же апреле 1861 года присоединился к армии КША войдя в штаб генерала Роберта Ли в качестве одного из его адъютантов. В июне 1861 года Гарнетту было присвоено звание бригадного генерала. В связи со стремительным продвижением федеральных войск в ходе начатой ими Западновирджинской кампании форсированием реки Огайо и разгромом южан в Сражении при Филиппи 3 июня 1861 года, положение конфедератов на территории штата стало крайне тяжелым. По этой причине, генерал Ли 15 июня назначил Роберта Гарнетта командующим 4500 армией южан и поставил тому задачу реорганизовать все вооруженные формирования на территории штата, а затем остановить продвижение северян.
Стараясь быстро и успешно выполнить поставленную перед ним задачу, Гарнетт, надеясь не дать федеральной армии отрезать пути снабжения конфедератов в штате рассредоточил свои силы вдоль магистрали Стонтон-Паркерсберг. Однако, поражение южан при Рич-Маунтин 11 июля 1861 года заставило генерала под угрозой окружения двадцатитысячной федеральной армией сняться со своего лагеря в Лорелл Хилл и начать отступление на северо-восток. Роберт Гарнетт был вынужден избрать именно такой маршрут отхода потому, что ранее получил дезинформацию, что более короткий путь отступления — к городку Беверли был отрезан северянами, что не соответствовало действительности.
Преследуемый в течение двух дней превосходящими силами противника, Гарнетт делал всё возможное, чтобы замедлить их продвижение, уничтожив при отступлении несколько переправ. Тем не менее, 13 июля 1861 года всё же вынужден был принять бой у местечка Коррик-Форд, в ходе которого вместе с 20 южанами был убит картечным залпом северян, став первым генералом воюющих сторон, погибшим в ходе Гражданской войны в США.